# Arctostaphylos purissima
Arctostaphylos purissima är en ljungväxtart som beskrevs av Philipp Vincent Wells. Arctostaphylos purissima ingår i släktet mjölonsläktet, och familjen ljungväxter. Inga underarter finns listade i Catalogue of Life.